# Aleksandra Arkusz
Aleksandra Elżbieta Arkusz (ur. 1981) – polska historyczka, dr hab., wykładowca Instytutu Historii Uniwersytetu Jagiellońskiego.

## Życiorys
W 2005 ukończyła studia z zakresu historii w Instytucie Historii UJ. W listopadzie 2009 uzyskała stopień doktora nauk humanistycznych w zakresie historii na podstawie rozprawy Polacy i obywatele polscy w obozie NKW-MWD ZSRR nr 178-454 w Riazaniu (promotor: Piotr Franaszek}. W 2025 decyzją Rady Dyscypliny Historia UJ uzyskała stopień doktora habilitowanego na podstawie rozprawy  Współpraca Stanów Zjednoczonych ze Związkiem Radzieckim w latach 1943- 1945 w świetle materiałów amerykańskiej misji wojskowej w Moskwie.
Od 2007 pracuje w Instytucie Historii UJ, początkowo na etacie asystenta, a następnie adiunkta w Zakładzie Historii Gospodarczej i Społecznej IH UJ (obecnie Pracownia Historii Gospodarczej i Społecznej IH UJ).
W swoich badaniach naukowych Aleksandra Arkusz zajmuje się polityką penitencjarną ZSRR, sowieckim systemem represji w okresie II wojny światowej, a także historią gospodarczą Polski po roku 1945.

## Wybrane publikacje
- 2010: Polacy i obywatele polscy w obozie NKW-MWD ZSRR nr 178-454 w Riazaniu
- 2016: Krakowskie Zakłady Farmaceutyczne „Polfa” w okresie czwartego planu pięcioletniego (1971–1975)
- 2021: Współpraca Stanów Zjednoczonych ze Związkiem Radzieckim w latach 1943- 1945 w świetle materiałów amerykańskiej misji wojskowej w Moskwie